# Arrondissement de Neumarkt in der Oberpfalz
L'arrondissement de Neumarkt in der Oberpfalz est un arrondissement  (Landkreis en allemand) de Bavière   (Allemagne) situé dans le district (Regierungsbezirk en allemand) du Haut-Palatinat. Son chef lieu est Neumarkt in der Oberpfalz.

## Villes, communes & communautés d'administration
(nombre d'habitants en 2006)
| Städte 1. Berching (8 692) 2. Dietfurt an der Altmühl (6 097) 3. Freystadt (8 552) 4. Neumarkt in der Oberpfalz, Große Kreisstadt (39 373) 5. Parsberg (6 504) 6. Velburg (5 274) Märkte 1. Breitenbrunn (3 499) 2. Hohenfels (2 183) 3. Lauterhofen (3 687) 4. Lupburg (2 380) 5. Postbauer-Heng (7 376) 6. Pyrbaum (5 646) | Gemeinden 1. Berg b.Neumarkt i.d.OPf. (7 561) 2. Berngau (2 396) 3. Deining (4 299) 4. Mühlhausen (4 672) 5. Pilsach (2 631) 6. Sengenthal (2 680) 7. Seubersdorf in der Oberpfalz (5 085) Verwaltungsgemeinschaften 1. Neumarkt i.d.OPf. avec les communes membres Berngau, Pilsach et Sengenthal |